# 山口県指定文化財一覧
山口県指定文化財一覧（やまぐちけんしていぶんかざいいちらん）は、山口県指定の文化財や史跡等を一覧形式でまとめたものであるが、全てを掲載しているわけではない。

## 有形文化財

### 建造物
- 旧山口藩庁門〔山口市〕
- 旧滝部小学校本館〔下関市〕
- 旧殿居郵便局〔下関市〕

### 絵画
- 絹本着色西天東土二十八祖像〔山口市〕

### 彫刻
- 木造阿弥陀如来坐像〔光市〕
- 金造菩薩形坐像〔周南市〕

### 工芸品
- 銅鐘〔山陽小野田市〕
- 宇佐八幡宮南蛮鉄燈籠〔岩国市〕

### 書跡・典籍
- 木額・柱聯・榜牌・同下書〔萩市〕
- 大般若経〔岩国市〕
- 毛利元就詠草連歌〔防府市〕

### 古文書・考古資料
- 日置八幡宮文書〔長門市〕
- 松崎古墳出土品〔宇部市〕

### 歴史資料
- 長登銅山跡出土木簡〔美祢市〕

## 無形文化財
- 赤間硯（堀尾伸夫）〔下関市〕
- 赤間硯（日枝敏夫）〔宇部市〕
- 萩焼
- 山口鷺流狂言（米本文明）〔山口市〕

## 民俗文化財

### 有形
- 祝島の神舞神事〔上関町〕